# سمر سلام (2011)
سمر سلام (2011) هي بطولة من بطولات مؤسسة المصارعة العالمية الترفيهية (دبليو دبليو أي) وهي ضمن سلسلة بطولات تجري كل سنه في الصيف تحت اسم سمر سلام وتعد أكبر بطولة بعد (ريسل مانيا).
و قد جرت بطولة 2011 في 14أغسطس في مركز ستايبلس في لوس أنجلوس، كاليفورنيا.

## خلفية عامة عن البطولة
(سمر سلام) هي بطولة سنوية من إنتاج اتحاد المصارعة الترفيهية (دبليو دبليو أي) وهي تتضمن مباريات ترفيهيه تم كتابتها بعناية لامتاع المشاهدين عبر مجموعه من الاحداث المتشعبة والتي غالبا ما تنتهي خيوطها في هذه البطولة وقد بدأ المهرجان في تاريخ 29 أغسطس 1988 في نيويورك وهي وهو ثاني أقدم مهرجان منذ 1988 حتى الآن.
الجدير بالذكر ان هذه البطولة لا يمكن مشاهدتها الا عبر طريقتين:
حضور البطولة أو عن طريق خدمه الدفع عبر المشاهدة

## مكان اقامه بطولة 2011
- الاسم: القاعة: ستابلس سنتر - Staples Center
- المدينة: لوس انجلوس، كاليفورنيا - Los Angeles - California
- تاريخ الافتتاح:- October 17, 1999
- كلفة البناء:- 375 مليون دولار
- الطاقة الاستيعابية:- 19,060 متفرج في كرة السلة - 21,000 متفرج في المصارعة والملاكمة - 18,118 هوكي

## مبارايات بطولة 2011
على غير العادة تعد مبارايات بطولة 2011 من اقل البطولات فقد تم تحديد 5 مباريات فقط وهي:
| #                                                      | Matches                        | Stipulations                                                                                  |
| ------------------------------------------------------ | ------------------------------ | --------------------------------------------------------------------------------------------- |
| 1                                                      | جيسون ريسو (c) vs. راندي أورتن | No Holds Barred match for the بطولة العالم للوزن الثقيل (دبليو دبليو إي)                      |
| 2                                                      | كيلي كيلي (c) vs. بيث فينيكس   | Singles match for the بطولة دبليو دبليو إي ديفاز                                              |
| 3                                                      | فيل بروكس (c) vs. جون سينا (c) | Singles match for the بطولة العالم للدبليو دبليو إي للوزن الثقيل. تربل إتش will serve as حكم. |
| 4                                                      | شيمس vs. مارك هنري             | Singles match                                                                                 |
| 5                                                      | دانيال برايان vs. كينج باريت   | Singles match                                                                                 |
| (c) – refers to the champion(s) heading into the match |                                |                                                                                               |

## احداث المباريات ونتائجها
شهد حدث سمر سلام هذه السنة العديد من الاحداث المثيره منها ظهور المصارع المعتزل والمحبوب ايدج
كما شهد عودة المصارع العملاف كيفين ناش، كما شهد الحدث مباريات عديده أهمها:
راندي أورتن (بالإنجليزية: Randy Orton) ضد كريستشان (بالإنجليزية: Christian) علي لقب بطولة العالم للوزن الثقيل (بالإنجليزية: World Heavy Championship)، البداية بمفاجئة كبيرة حيث استدعى كريستيان صديقه إيدج (بالإنجليزية: Edge) لكن ايدج تكلم وغادر بداية المبارات السيطرة طبعا لاورتن كل ما حدث انه تحطمة طاولتين بكرستيان وايضة طاولة التعليق بكريستيان ثم نفذ اورتن حركته DDT علي سلم الحديدي ليفوز على كريستيان.

## روابط خارجية
- سمر سلام 2011 على موقع IMDb (الإنجليزية)
- سمر سلام 2011 على موقع قاعدة بيانات الفيلم (الإنجليزية)
- سمر سلام 2011 على موقع كينوبويسك (الروسية)